# Max Léon
Pour les articles homonymes, voir Léon.
Max Léon, né le 20 mars 1924 à Avignon et mort le 27 mars 2002 à Montreuil,,, est un journaliste français.

## Biographie
Max Léon s'engage dans la Résistance en 1942 au sein de la Jeunesse communiste, puis des Francs-tireurs et partisans. Il est arrêté en 1944, torturé et interné à la prison de la Santé : il s'en évade au mois d'août. 
Officier des Forces françaises de l'intérieur après la Libération, puis sous-lieutenant de l'armée régulière dont il est écarté en 1946, il devient journaliste dans la presse communiste de province. Il intègre la rédaction de L'Humanité en 1949 et occupera le poste d'envoyé spécial permanent à Moscou de 1958 à 1975.
Dans son Journal de Moscou, l'ancien ambassadeur Henri Froment-Meurice écrit à propos de Max Léon qu'il rencontre en octobre 1968 : « J'ai de la sympathie pour ce garçon qui, comme son prédécesseur ici il y a dix ans, Hentgès, est un communiste sincère et « doux ». Il souffre cruellement du drame tchèque et envisage l'avenir avec désespoir si les Soviétiques ne se « désengagent » pas de la Tchécoslovaquie ».
Il est le père des réalisateurs Pierre Léon et Vladimir Léon qui l'interrogent dans leur film Nissim dit Max.

## Publication
- URSS familière et secrète, Éditions du Progrès, 1981